# Uông (họ)

họ Uông viết bằng chữ Hán

Uông là một họ của người châu Á. Họ này có mặt ở Việt Nam và Trung Quốc (chữ Hán: 汪, bính âm: Wang). Trong danh sách Bách gia tính họ này đứng thứ 104, người mang họ Uông đông thứ 56 ở Trung Quốc theo thống kê năm 2006.

## Dòng họ Uông ở Việt Nam
Dòng họ Uông (họ có gốc xuất phát từ Uông) có mặt tại Việt Nam từ trước thế kỷ 15. Hiện tại có sáu nhánh chính là Uông Sỹ, Uông Nhật, Uông Đình, Uông Chu, Uông Ngọc và Uông Văn. Các nhánh Uông Nhật, Uông Đình và Uông Chu, Uông Văn số lượng nhiều hơn có mặt chủ yếu ở các tỉnh Nghệ An, Hà Tĩnh và Quảng Bình. Nhánh Uông Ngọc có số lượng ít hơn tập trung ở khu vực Quảng Xương, Thanh Hóa. 
Một nhánh nữa là nhánh Uông Sỹ hiện nay có nhiều ở Thái Thụy, Thái Bình, đây là nhánh họ Uông có nguồn gốc từ họ Giang. Trong đó cụ tổ Uông Sỹ Đoan (tên trước là Giang Sỹ Đoan) là một danh sỹ thời Lê mạt .

## Về dòng họ Uông ở Thái Thụy, Thái Bình
Uông Sỹ Điển có sách chép là Uông Sỹ Dư, sau đổi là Uông Sỹ Lãng, là Văn thần đời Lê Hiển Tông (黎顯宗, 1740-1786).
Ông sinh năm Đinh Tỵ 1737 là con của danh sĩ Giang Sỹ Đoan. Sau đổi thành Uông Sỹ Đoan, quê làng Võ Nghị, huyện Thanh Lan, phủ Tiên Hưng, tỉnh Thái Bình, nay là xã Thái Hưng, huyện Thái Thuỵ, tỉnh Thái Bình.
Năm Bính Tuất 1766 ông đỗ tiến sĩ được bổ làm Ngự sử, rồi ra làm Đốc thị Thuận Hóa và Quảng Nam (1781). Sau về triều làm Bồi tụng tước Thao Đường Hầu. Có thời gian ông giảng sách ở cung vua Lê, chúa Trịnh.
Ông cùng với Nguyễn Hoàn, Võ Miên, Phan Trọng Phiên hợp soạn bộ Đại Việt lịch triều đăng khoa lục trong năm 1779 và là tác giả sách Nam hành tiểu ký. Đến năm Nhâm Tuất 1802 ông qua đời.

## Một số nhà thờ họ Uông
- Nhà thờ họ Uông cổ nhất: Đó là nhà thờ họ Uông Văn ở xóm Ba Gac, thôn Trúng Đích, Hạ Mỗ, Đan Phượng, Hà Nội (Hà Tây cũ). Nhà thờ được xây dựng cách nay khoảng 150 năm, nằm trong khuôn viên gia đình ông Uông Văn Từ. Nhà thờ này mới được trùng tu năm 2009.
- Nhà thờ họ Uông Ngọc ở Quảng Thái, Quảng Xương, Thanh Hóa: Thờ ông Uông Ngọc Châu, một đại thần, võ tướng thời nhà Lê. Ông có công đánh giặc Chiêm thành,sau được Nhà Vua giao cho vùng đất ven biển xứ Thanh (nay là Quảng Thái, Quảng Xương, Thanh Hóa) để sinh sống, an dân. Ông được người dân nơi đây phong là Thành hoàng Làng. Nhà thờ ông được con cháu họ Uông Ngọc xây vào lại vào năm 2000 (trước đây đã có nhà thờ ông, nhưng quy mô nhỏ hơn). Nhà thờ nằm trong khuôn viên nhà ông Uông Ngọc Thuận.
- Nhà thờ họ Uông ở huyện Hương Sơn, tỉnh Hà Tĩnh có khoảng 100 hộ có khoảng 350 đinh. Đây là dòng Uông Văn (Sau này một nhánh là Uông Xuân, Điển hình có anh hùng Uông Xuân Lý). Tương truyền đây là nơi thờ cụ Bà (Cụ ông thờ ở huyện Nghi Xuân chôn ở trên núi Quyết). Tế họ vào ngày 16 tháng 7 âm lịch hằng năm. Khi tế họ thì con cháu ở Nghi Xuân và Hưng Lộc đều về tham gia.
- Nhà thờ Uông tộc tại Hưng Lộc Vinh. Nhà thờ họ Uông trước đây thuộc làng Ninh Thọ, xã Đức Thịnh, tổng Yên Trường, phủ Hưng Nguyên (nay là làng Đức Thịnh, xã Hưng Lộc, thành phố Vinh, tỉnh Nghệ An). Di tích cách trung tâm thành phố Vinh khoảng 4 km về phía Đông Bắc.
- Nhà thờ họ Uông ở Xã Liên Phương, Huyện Thường Tín, Thành Phố Hà Nội có khoảng 250 hộ có khoảng 400 đinh. Nhà thờ được xây dựng từ thời lê trung hưng, năm 2013 xây dựng lại đại bái.
- Nhà thờ họ Uông, ở Thái Thụy, Thái Bình.

## Người Việt Nam họ Uông nổi tiếng
- Uông Chu Lưu, Phó Chủ tịch Quốc hội
- Uông Ngọc Tiến, tuyển thủ U19 quốc gia, năm 2016 cùng U16 Việt Nam lần đầu tiên giành vé vào vòng tứ kết giải vô địch U16 Châu Á sau 16 năm, hiện là cầu thủ của CLB Phố Hiến.
- Uông Ngọc Dậu , Giám đốc hệ thời sự chính trị tổng hợp VOV1 Đài tiếng nói Việt Nam( Radio The Voice of Vietnam)

## Người Trung Quốc họ Uông nổi tiếng
- Uông Trực, hải tặc trứ danh đời nhà Minh
- Đôn phi của Càn Long đế
- Uông Tinh Vệ, Tổng thống Trung Hoa Dân Quốc, chế độ Nam Kinh (1940-1945)
- Uông Dương, Phó Thủ tướng Cộng hòa Nhân dân Trung Hoa
- Uông Minh Thuyên, diễn viên Hồng Kông
- Uông Đông Thành, ca sĩ Đài Loan
- Uông Tiểu Phi, doanh nhân, thiếu gia Trung Quốc.
- Uông Tô Lang , ca sĩ
- Uông Trác Thành  - diễn viên

## Hư Cấu
- Uông Kiếm Thông, Nhân Vật trong tiểu thuyết Thiên Long Bát Bộ của Kim Dung
- Uông Trọng Trực, nhân vật trong bộ phim dã sử Tể tướng Lưu gù
- Uông Hữu Tài, nhân vật trong bộ phim dân gian chuyện ngoài chính sử Tể tướng Lưu gù